# Matija Prelesnik
Matija Prelesnik, slovenski duhovnik, pesnik in pisatelj, * 7. januar 1872, Cesta, Dobrepolje, † 1. januar 1905, Ljubljana. Bil je nečak notoričnega ponarejevalca denarja Jožefa Prelesnika.
Matija Prelesnik se je rodil v kmečki družini na Dolenjskem očetu Matiji st. in materi Mariji (rojeni Pečnik). Gimnazijo je obiskoval med leti 1884–92 v Ljubljani, od 3. razreda je bil alojzijeviški gojenec. Bogoslovje je tudi študiral v Ljubljani v letih 1892–96 in je bil leta 1995 posvečen v duhovnika. Ko je med leti 1986–88 služboval kot kapiteljski vikar v Novem mestu, je v Gradcu opravil tri bogoslovne rigoroze, da bi šel leta 1899 študirat na Dunaj, kjer je 1900 promoviral.
Svoje pesniška in pripovedna dela je objavljal v različnih glasilih.